# Fjenneslev
Fjenneslev är en by belägen på Själland mellan Ringsted och Sorø. Här fanns tidigare ett stort jordagods, tillhörigt Skjalm Hvides släkt och hemort för ärkebiskop Absalon och Esbern Snare.
Gårdens gråstenskyrka, nu sockenkyrka under namnet Fjenneslevs kyrka, är byggd vid 1100-talets mitt, med utbyggt kor och absid. En väggmålning visar byggherren Asser Rig och hans hustru. Absalon höjde kyrkan och tillbyggde omkring 1170 tvillingtorn i väster av tegel. Kyrkan ligger drygt en kilometer sydöst om samhället.